# Living to Love You (Sarah Connor)
Living to Love You è una canzone pop incisa dalla cantante tedesca Sarah Connor nel 2004 e facente parte dell'album Naughty but Nice dell'anno seguente. Autori del brano sono Rob Tyger e Kay Denar.
Il singolo, pubblicato su etichetta discografica X-Cell Records/Epic Records e prodotto da Rob Tyger e Kay Denar, raggiunse il primo posto delle classifiche in Germania (dove fu anche disco d'oro) e in Svizzera e il secondo in Austria.

## Descrizione
Il testo parla della fine di un amore: si ricorda così quell'unica estate passata con la persona amata, ma ci si rammarica perché ben presto quell'amore è finito, paragonandolo a foglie d'autunno che cadono. Tuttavia, non si riesce a dimenticare quella persona, giurando di amarla per tutta la vita, con la convinzione che quest'addio non sarà un addio definitivo.

## Tracce

### CD singolo[2][3]
1. Living to Love You (Rob Tyger-Kay Denar) 4:19
2. Change (Rob Tyger-Kay Denar-Shawn Casselle) 3:36

### CD maxi[2][4]
1. Living to Love You (Single Version) 4:19
2. Living to Love You (78bpm Mix) 3:54
3. Living to Love You (College Radio Version) 4:19
4. Change 3:36

## Video musicale
Il video musicale inizia con la breve immagine di una scogliera, dopodiché si vede Sarah Connor in guêpière blu notte distesa su un letto in una stanza dove tutto ha le tonalità del blu e dell'azzurro. In seguito, scende una lacrima sul viso della cantante che poi si affaccia alla finestra, osservando la pioggia che cade (pioggia che in seguito si trasforma in foglie d'autunno).
La scena della cantante alla finestra si alterna quindi con varie sequenze in cui la cantante entra diverse stanze di quel palazzo: la prima è divisa da una cascata d'acqua in cui si intravedono le figure di due innamorati; in un'altra, c'è un giardino con farfalle; in un'altra, c'è una scalinata ghiacciata; ecc. Tra le ultime immagini del video, vi è anche quella in cui è ripresa una statua che raffigura la Madonna con Gesù Bambino.

## Classifiche
| Paese    | Posizione massima | Nr. di settimane |
| -------- | ----------------- | ---------------- |
| Austria  | 2                 | 20               |
| Germania | 1                 | 19               |
| Svizzera | 1                 | 25               |

## Cover
- Una cover del brano fu eseguita da Vanessa Jean Dedmon in una puntata del talent show tedesco Deutschland sucht den Superstar[7]